# Cratere Van den Bergh
Van den Bergh è un cratere lunare di 43,42 km situato nella parte nord-orientale della faccia nascosta della Luna.